# Complete Music Video Collection
Complete Music Video Collection è il terzo album video del gruppo musicale statunitense The Offspring, pubblicato il 5 luglio 2005 dalla Columbia Records e dalla Sony Music.
È stato creato per "accompagnare" il CD di Greatest Hits della band, pubblicato il mese prima.
Mostra tutti i video musicali dei singoli della band tranne due e sono tutti commentati da Dexter Holland e Noodles.
Contiene anche undici performance live, due video extra, e un'intervista al gruppo.

## Tracce

### Singoli
1. Come Out and Play (Keep 'Em Separated)
2. Self Esteem
3. Gotta Get Away
4. All I Want
5. Gone Away
6. The Meaning of Life
7. I Choose
8. Pretty Fly (for a White Guy)
9. Why Don't You Get a Job?
10. The Kids Aren't Alright
11. She's Got Issues
12. Original Prankster
13. Want You Bad
14. Defy You
15. Hit That
16. (Can't Get My) Head Around You
17. Can't Repeat

### Video Extra
1. Da Hui
2. Cool to Hate

### Concerti

#### Concerto House Of The Blues del 1998
1. Self Esteem
2. All I Want
3. Pretty Fly (for a White Guy)
4. Why Don't You Get a Job?

#### Concerto MTV's Smash to Splinter
1. Long Way Home
2. Hit That
3. Gotta Get Away
4. The Worst Hangover Ever
5. Come Out and Play (Keep 'Em Separated)
6. (Can't Get My) Head Around You
7. The Kids Aren't Alright

### Video nascosti
- Una versione strumentale di Hit That.
- Una versione live della canzone Get It Right dell'album Ignition a Londra nel 1993.
- Dei Dexter Holland e Greg Kriesel ragazzi che suonano la batteria e il basso nel 1983[2] in un garage a Cypress. Nello stesso video, è presente uno show fatto 15 mesi dopo con Dexter come voce e chitarra con James Lilja è alla batteria. Quest'ultimo video è presente anche nella VHS (e successivamente DVD) Americana, pubblicato nel 1998.

### Altri video
- È presente un 'Making of Da Hui' con Noodles che spiega come il video per la canzone sia stato fatto.
- È presente un'intervista tra Dexter e Guy Cohen, l'attore che ha recitato nel video di Pretty Fly (for a White Guy).
- Alla fine è presente anche una storyboard per le canzoni The Kids Aren't Alright, Pretty Fly (for a White Guy) e Gone Away.

## Formazione
- Dexter Holland - voce, chitarra
- Noodles - chitarra, cori
- Greg K - basso, cori
- Ron Welty - batteria
- Josh Freese - batteria in Hit That e (Can't Get My) Head Around You
- Atom Willard - batteria in Can't Repeat
- Chris "X-13" Higgins - cori, chitarra, tastiere, percussioni, maracas